# Karl Nagel
Pour les articles homonymes, voir Nagel.
Karl Nagel (né le 26 août 1928 à Raesfeld et mort le 14 mai 2013 à Borken) est un homme politique allemand et membre du Landtag de Rhénanie-du-Nord-Westphalie (CDU).

## Biographie
Après avoir étudié à l'école primaire et au lycée, interrompus par le travail, le service militaire et l'emprisonnement, il réussit à passer l'Abitur en 1950. Il étudie ensuite la philosophie et la théologie catholique à l'Université de Münster, puis la pédagogie aux académies pédagogiques d'Oberhausen et de Münster. Après avoir réussi les examens d'enseignement dans les écoles élémentaires, il travaille dans le service scolaire. À partir de 1961, il est le recteur de l'école élémentaire catholique de Velen, plus tard Max-von-Landsberg- Hauptschule, où il reste jusqu'à sa retraite conformément à la loi de l'État en 1975. En 1980, il démissionne entièrement de ses fonctions conformément à la loi sur le Landtag de Rhénanie du Nord-Westphalie. Nagel est membre de la CDU depuis 1946. Il est actif dans de nombreux comités du parti, dont de 1963 à 1968 vice-président et de 1968 à 1974 président de l'association de l'arrondissement de Borken, il est également président de district de la CDU Münsterland. Il est également membre de l'Association allemande des fonctionnaires à partir de 1954.

## Parlementaire
De 1964 à 1994, Nagel est membre de l'assemblée de l'arrondissement de Borken et président de l'assemblée de district de la CDU. À partir du 24 juillet 1966 au 31 mai 1995, il est membre du Landtag de Rhénanie-du-Nord-Westphalie. Il est élu dans la 81e circonscription Borken-Bocholt (6e à 8e législatures) et dans la 82e circonscription Borken II (9e à 11e législatures).

## Vie privée
Nagel est marié et a cinq enfants.

## Honneurs
- 1980: Chevalier de l'Ordre du Mérite de la République fédérale d'Allemagne
- 1989: Officier de l'Ordre du Mérite de la République fédérale d'Allemagne
- 1992: Anneau d'honneur de l’arrondissement de Borken
- 1996: Ordre du Mérite de Rhénanie-du-Nord-Westphalie